# Campeonato Mundial de Hóquei no Gelo de 1981
O Campeonato Mundial de Hóquei no Gelo de 1981 foi a 47ª edição do torneio, disputada entre os dias 12 e 26 de abril de 1981, na Arena Scandinavium em Gotemburgo, Suécia. Oito times foram divididos em dois grupos de 4, e os dois melhores de cada grupo avançaram à Fase Final. Os quatro melhores times, então, jogaram entre si na Fase Final.  

## Campeonato Mundial Grupo A (Suécia)

### Grupo 1
| Pos. | Time            | PJ | V | E | D | GP-GC   | Pontos |
| ---- | --------------- | -- | - | - | - | ------- | ------ |
| 1    | União Soviética | 3  | 3 | 0 | 0 | 25 - 04 | 6      |
| 2    | Canadá          | 3  | 2 | 0 | 1 | 14 - 12 | 4      |
| 3    | Finlândia       | 3  | 1 | 0 | 2 | 16 - 14 | 2      |
| 4    | Países Baixos   | 3  | 0 | 0 | 3 | 05 - 30 | 0      |

| 12 de abril |     |           |  |
| Canadá      | 4-3 | Finlândia |  |
|             |     |           |  |

| 12 de abril     |      |               |  |
| União Soviética | 10-1 | Países Baixos |  |
|                 |      |               |  |

| 13 de abril |     |               |  |
| Canadá      | 8-1 | Países Baixos |  |
|             |     |               |  |

| 13 de abril     |     |           |  |
| União Soviética | 7-1 | Finlândia |  |
|                 |     |           |  |

| 15 de abril     |     |        |  |
| União Soviética | 8-2 | Canadá |  |
|                 |     |        |  |

| 15 de abril |      |               |  |
| Finlândia   | 12-3 | Países Baixos |  |
|             |      |               |  |

### Grupo 2
| Pos. | Time            | PJ | V | E | D | GP-GC   | Pontos |
| ---- | --------------- | -- | - | - | - | ------- | ------ |
| 1    | Tchecoslováquia | 3  | 2 | 1 | 0 | 20 - 07 | 5      |
| 2    | Suécia          | 3  | 2 | 1 | 0 | 11 - 07 | 5      |
| 3    | Estados Unidos  | 3  | 1 | 0 | 2 | 14 - 21 | 2      |
| 4    | Alemanha        | 3  | 0 | 0 | 3 | 10 - 20 | 0      |

| 12 de abril     |      |                |  |
| Tchecoslováquia | 11-2 | Estados Unidos |  |
|                 |      |                |  |

| 12 de abril |     |                    |  |
| Suécia      | 4-2 | Alemanha Ocidental |  |
|             |     |                    |  |

| 14 de abril |     |                |  |
| Suécia      | 4-2 | Estados Unidos |  |
|             |     |                |  |

| 14 de abril     |     |                    |  |
| Tchecoslováquia | 6-2 | Alemanha Ocidental |  |
|                 |     |                    |  |

| 15 de abril     |     |        |  |
| Tchecoslováquia | 3-3 | Suécia |  |
|                 |     |        |  |

| 15 de abril    |      |                    |  |
| Estados Unidos | 10-6 | Alemanha Ocidental |  |
|                |      |                    |  |

### Fase Final
| Pos. | Time            | PJ | V | E | D | GP-GC   | Pontos |
| ---- | --------------- | -- | - | - | - | ------- | ------ |
| 1    | União Soviética | 6  | 4 | 2 | 0 | 38 - 12 | 10     |
| 2    | Suécia          | 6  | 3 | 1 | 2 | 16 - 26 | 7      |
| 3    | Tchecoslováquia | 6  | 2 | 2 | 2 | 20 - 22 | 6      |
| 4    | Canadá          | 6  | 0 | 1 | 5 | 16 - 30 | 1      |

| 18 de abril     |     |        |  |
| Tchecoslováquia | 7-4 | Canadá |  |
|                 |     |        |  |

| 18 de abril     |     |        |  |
| União Soviética | 4-1 | Suécia |  |
|                 |     |        |  |

| 20 de abril |     |        |  |
| Suécia      | 3-1 | Canadá |  |
|             |     |        |  |

| 20 de abril     |     |                 |  |
| União Soviética | 8-3 | Tchecoslováquia |  |
|                 |     |                 |  |

| 22 de abril |     |                 |  |
| Canadá      | 4-4 | União Soviética |  |
|             |     |                 |  |

| 22 de abril |     |                 |  |
| Suécia      | 4-2 | Tchecoslováquia |  |
|             |     |                 |  |

| 24 de abril     |     |        |  |
| Tchecoslováquia | 4-2 | Canadá |  |
|                 |     |        |  |

| 24 de abril     |      |        |  |
| União Soviética | 13-1 | Suécia |  |
|                 |      |        |  |

| 26 de abril |     |        |  |
| Suécia      | 4-3 | Canadá |  |
|             |     |        |  |

| 26 de abril     |     |                 |  |
| União Soviética | 1-1 | Tchecoslováquia |  |
|                 |     |                 |  |

### Fase de Consolação
| Pos. | Time           | PJ | V | E | D | GP-GC   | Pontos |
| ---- | -------------- | -- | - | - | - | ------- | ------ |
| 5    | Estados Unidos | 6  | 4 | 1 | 1 | 35 - 28 | 9      |
| 6    | Finlândia      | 6  | 3 | 2 | 1 | 33 - 21 | 8      |
| 7    | Alemanha       | 6  | 3 | 1 | 2 | 40 - 30 | 7      |
| 8    | Países Baixos  | 6  | 0 | 0 | 6 | 22 - 51 | 0      |

| 17 de abril    |     |               |  |
| Estados Unidos | 7-6 | Países Baixos |  |
|                |     |               |  |

| 17 de abril |     |                    |  |
| Finlândia   | 6-3 | Alemanha Ocidental |  |
|             |     |                    |  |

| 19 de abril        |     |               |  |
| Alemanha Ocidental | 9-2 | Países Baixos |  |
|                    |     |               |  |

| 19 de abril    |     |           |  |
| Estados Unidos | 6-4 | Finlândia |  |
|                |     |           |  |

| 21 de abril        |     |                |  |
| Alemanha Ocidental | 6-2 | Estados Unidos |  |
|                    |     |                |  |

| 21 de abril |     |               |  |
| Finlândia   | 4-2 | Países Baixos |  |
|             |     |               |  |

| 23 de abril    |     |               |  |
| Estados Unidos | 7-3 | Países Baixos |  |
|                |     |               |  |

| 23 de abril        |     |           |  |
| Alemanha Ocidental | 4-4 | Finlândia |  |
|                    |     |           |  |

| 25 de abril        |      |               |  |
| Alemanha Ocidental | 12-6 | Países Baixos |  |
|                    |      |               |  |

| 25 de abril |     |                |  |
| Finlândia   | 3-3 | Estados Unidos |  |
|             |     |                |  |

## Campeonato Mundial Grupo B (Itália)
| Pos. | Time              | PJ | V | E | D | GP-GC   | Pontos |
| ---- | ----------------- | -- | - | - | - | ------- | ------ |
| 9    | Itália            | 7  | 6 | 1 | 0 | 38 - 18 | 13     |
| 10   | Polônia           | 7  | 5 | 1 | 1 | 49 - 25 | 11     |
| 11   | Suíça             | 7  | 4 | 2 | 1 | 28 - 20 | 10     |
| 12   | Alemanha Oriental | 7  | 4 | 1 | 2 | 37 - 25 | 9      |
| 13   | Romênia           | 7  | 2 | 0 | 5 | 25 - 30 | 4      |
| 14   | Noruega           | 7  | 2 | 0 | 5 | 21 - 39 | 4      |
| 15   | Iugoslávia        | 7  | 1 | 1 | 5 | 23 - 44 | 3      |
| 16   | Japão             | 7  | 1 | 0 | 6 | 18 - 38 | 2      |

| 20 de março       |     |       |  |
| Alemanha Oriental | 4-3 | Japão |  |
|                   |     |       |  |

| 20 de março |     |         |  |
| Roménia     | 5-6 | Polónia |  |
|             |     |         |  |

| 20 de março |     |         |  |
| Suíça       | 5-2 | Noruega |  |
|             |     |         |  |

| 20 de março |     |            |  |
| Itália      | 6-4 | Iugoslávia |  |
|             |     |            |  |

| 21 de março |     |         |  |
| Suíça       | 3-3 | Polónia |  |
|             |     |         |  |

| 21 de março |     |         |  |
| Japão       | 0-2 | Noruega |  |
|             |     |         |  |

| 21 de março       |      |            |  |
| Alemanha Oriental | 11-3 | Iugoslávia |  |
|                   |      |            |  |

| 21 de março |     |         |  |
| Itália      | 3-2 | Roménia |  |
|             |     |         |  |

| 23 de março |     |                   |  |
| Roménia     | 1-6 | Alemanha Oriental |  |
|             |     |                   |  |

| 23 de março |      |         |  |
| Polónia     | 13-4 | Noruega |  |
|             |      |         |  |

| 23 de março |     |            |  |
| Japão       | 7-3 | Iugoslávia |  |
|             |     |            |  |

| 23 de março |     |       |  |
| Itália      | 4-2 | Suíça |  |
|             |     |       |  |

| 24 de março |      |         |  |
| Japão       | 2-11 | Polónia |  |
|             |      |         |  |

| 24 de março |     |         |  |
| Iugoslávia  | 3-2 | Roménia |  |
|             |     |         |  |

| 24 de março |     |         |  |
| Itália      | 6-1 | Noruega |  |
|             |     |         |  |

| 24 de março |     |                   |  |
| Suíça       | 2-1 | Alemanha Oriental |  |
|             |     |                   |  |

| 26 de março |     |       |  |
| Iugoslávia  | 4-4 | Suíça |  |
|             |     |       |  |

| 26 de março |     |       |  |
| Roménia     | 5-1 | Japão |  |
|             |     |       |  |

| 26 de março       |     |         |  |
| Alemanha Oriental | 6-3 | Noruega |  |
|                   |     |         |  |

| 26 de março |     |         |  |
| Itália      | 4-1 | Polónia |  |
|             |     |         |  |

| 28 de março |     |            |  |
| Noruega     | 6-2 | Iugoslávia |  |
|             |     |            |  |

| 28 de março |     |         |  |
| Suíça       | 8-3 | Roménia |  |
|             |     |         |  |

| 28 de março       |     |         |  |
| Alemanha Oriental | 3-7 | Polónia |  |
|                   |     |         |  |

| 28 de março |     |       |  |
| Itália      | 9-2 | Japão |  |
|             |     |       |  |

| 29 de março |     |         |  |
| Iugoslávia  | 4-8 | Polónia |  |
|             |     |         |  |

| 29 de março |     |         |  |
| Noruega     | 3-7 | Roménia |  |
|             |     |         |  |

| 29 de março |     |       |  |
| Suíça       | 4-3 | Japão |  |
|             |     |       |  |

| 29 de março |     |                   |  |
| Itália      | 6-6 | Alemanha Oriental |  |
|             |     |                   |  |

## Campeonato Mundial Grupo C (China)
| Pos. | Time            | PJ | V | E | D | GP-GC   | Pontos |
| ---- | --------------- | -- | - | - | - | ------- | ------ |
| 17   | Áustria         | 7  | 7 | 0 | 0 | 43 - 05 | 14     |
| 18   | China           | 7  | 6 | 0 | 1 | 46 - 14 | 12     |
| 19   | Hungria         | 7  | 4 | 1 | 2 | 38 - 22 | 9      |
| 20   | Dinamarca       | 7  | 3 | 1 | 3 | 36 - 27 | 7      |
| 21   | França          | 7  | 3 | 0 | 4 | 48 - 36 | 6      |
| 22   | Bulgária        | 7  | 3 | 0 | 4 | 22 - 32 | 6      |
| 23   | Coreia do Norte | 7  | 1 | 0 | 6 | 18 - 66 | 2      |
| 24   | Reino Unido     | 7  | 0 | 0 | 7 | 11 - 60 | 0      |

| 06 de março |      |                 |  |
| Áustria     | 10-0 | Coreia do Norte |  |
|             |      |                 |  |

| 06 de março |     |             |  |
| Hungria     | 8-0 | Reino Unido |  |
|             |     |             |  |

| 06 de março |     |          |  |
| França      | 7-0 | Bulgária |  |
|             |     |          |  |

| 06 de março |     |           |  |
| China       | 5-1 | Dinamarca |  |
|             |     |           |  |

| 07 de março |      |        |  |
| Reino Unido | 2-11 | França |  |
|             |      |        |  |

| 07 de março |     |          |  |
| China       | 6-2 | Bulgária |  |
|             |     |          |  |

| 07 de março     |     |           |  |
| Coreia do Norte | 5-9 | Dinamarca |  |
|                 |     |           |  |

| 07 de março |     |         |  |
| Áustria     | 7-0 | Hungria |  |
|             |     |         |  |

| 09 de março |      |                 |  |
| Hungria     | 10-3 | Coreia do Norte |  |
|             |      |                 |  |

| 09 de março |     |          |  |
| Dinamarca   | 4-6 | Bulgária |  |
|             |     |          |  |

| 09 de março |     |         |  |
| França      | 1-7 | Áustria |  |
|             |     |         |  |

| 09 de março |      |             |  |
| China       | 12-2 | Reino Unido |  |
|             |      |             |  |

| 10 de março |      |        |  |
| Hungria     | 11-6 | França |  |
|             |      |        |  |

| 10 de março     |     |          |  |
| Coreia do Norte | 2-9 | Bulgária |  |
|                 |     |          |  |

| 10 de março |      |           |  |
| Reino Unido | 2-13 | Dinamarca |  |
|             |      |           |  |

| 10 de março |     |         |  |
| China       | 0-3 | Áustria |  |
|             |     |         |  |

| 12 de março |     |             |  |
| Bulgária    | 4-2 | Reino Unido |  |
|             |     |             |  |

| 12 de março |      |                 |  |
| França      | 17-1 | Coreia do Norte |  |
|             |      |                 |  |

| 12 de março |     |           |  |
| Áustria     | 4-2 | Dinamarca |  |
|             |     |           |  |

| 12 de março |     |         |  |
| China       | 3-1 | Hungria |  |
|             |     |         |  |

| 13 de março |      |        |  |
| China       | 10-3 | França |  |
|             |      |        |  |

| 13 de março |     |                 |  |
| Reino Unido | 1-5 | Coreia do Norte |  |
|             |     |                 |  |

| 13 de março |     |           |  |
| Hungria     | 2-2 | Dinamarca |  |
|             |     |           |  |

| 13 de março |     |          |  |
| Áustria     | 5-0 | Bulgária |  |
|             |     |          |  |

| 15 de março |     |             |  |
| Áustria     | 7-2 | Reino Unido |  |
|             |     |             |  |

| 15 de março |     |         |  |
| Bulgária    | 1-6 | Hungria |  |
|             |     |         |  |

| 15 de março |     |           |  |
| França      | 3-5 | Dinamarca |  |
|             |     |           |  |

| 15 de março |      |                 |  |
| China       | 10-2 | Coreia do Norte |  |
|             |      |                 |  |

## Tabela do Campeonato Mundial
| Campeonato Mundial de 1981 | País            |
| -------------------------- | --------------- |
| Ouro                       | União Soviética |
| Prata                      | Suécia          |
| Bronze                     | Tchecoslováquia |
| 4                          | Canadá          |
| 5                          | Estados Unidos  |
| 6                          | Finlândia       |
| 7                          | Alemanha        |
| 8                          | Países Baixos   |

## Tabela do Campeonato Europeu
| Campeonato Europeu de 1981 | País            |
| -------------------------- | --------------- |
| Ouro                       | União Soviética |
| Prata                      | Suécia          |
| Bronze                     | Tchecoslováquia |
| 4                          | Finlândia       |
| 5                          | Alemanha        |
| 6                          | Países Baixos   |

## Fanfarra do Campeonato
A Fanfarra para o Campeonato foi escrita por Benny Andersson (do ABBA) em 1981. Foi posteriormente usada como jingle/tema de abertura para o especial de televisão Dick Cavett Meets ABBA, que foi ao ar posteriormente em 1981. Reference - Palm, Carl Magnus: ABBA - The Complete Recordings Sessions, page 106. Verulam Publishing Ltd (October 13, 1994). ISBN 0907938108. ISBN 978-0907938101.